# Chris Lord-Alge
Chris Lord-Alge (Tenafly, 22 maggio 1963) è un tecnico del suono statunitense.
È specializzato nel missaggio in studio. È il fratello di Tom Lord-Alge, anche lui tecnico del suono.
Chris e suo fratello Tom sono noti nell'industria musicale per un uso talvolta considerato eccessivo del compressore (uno strumento che riduce la dinamica dei suoni) per permettere alla sua musica di suonare più efficientemente attraverso altoparlanti di ridotte dimensioni e la radio FM, ma anche contribuendo attivamente alla loudness war. È diventato noto anche per aver collaborato con Howard Benson, che ha prodotto una relativa maggioranza degli album che Lord-Alge ha missato.
Ha prestato servizio a numerosi artisti di fama internazionale, come Green Day, Muse, Caparezza, Bon Jovi, Phil Collins, Eric Clapton, Joe Cocker, Avril Lavigne, Sum 41, Paramore, My Chemical Romance, Avenged Sevenfold, Three Days Grace, Halestorm, Aerosmith, Nickelback, U2, Black Eyed Peas, Michael Bublé, Céline Dion, Cher.

## Biografia
Chris Lord-Alge guadagnò notorietà lavorando agli Unique Recording Studios di New York negli anni ottanta grazie ai suoi missaggi degli album Gravity di James Brown, Unchain My Heart di Joe Cocker, Destiny di Chaka Khan, Coming Around Again di Carly Simon e Foreign Affair di Tina Turner, nonché le colonne sonore dei film Rocky IV e Batman e i remix da 12" de La Isla Bonita di Madonna, Too Much Blood dei The Rolling Stones, Dancing in the Dark, Cover Me, e Born in the U.S.A. di Bruce Springsteen.
Nel suo periodo in Giappone (1995–1997) collaborò con Tetsuya Komuro, i No! Galers, Namie Amuro e hitomi. Nel 2008 ha aperto il suo studio di missaggio e registrazione Mix LA, situato a Los Angeles.
Nella prima metà degli anni 2010, la nota software house israeliana Waves pubblicò collezioni di plugin "firmate" e quindi approvate da Chris Lord-Alge, comprendenti fra le varie cose dei compressori virtuali basati sull'Urei 1176LN, sul Teletronix LA-2A e sull'Urei LA-3A, alcuni dei compressori preferiti da Chris.
Il 22 febbraio 2011 il frontman degli Smashing Pumpkins Billy Corgan ha annunciato su Facebook che la band stava collaborando con Lord-Alge su due nuove canzoni del loro progetto Teargarden by Kaleidyscope.
Nella scena musicale italiana, Chris Lord-Alge è stato incaricato da Caparezza per il missaggio di tutti i suoi album in studio a partire da Museica del 2014.